# 桐の花
『桐の花』（きりのはな）は、北原白秋の第一歌集。1913年1月25日、東雲堂書店発行。本文494頁、歌449首、エッセイ6編。

## 概要
歌集名「桐の花」は、巻頭の歌論風エッセイ「桐の花とカステラ」から採られたものである。1906年から1913年までの作品が収録されている。青春の官能、西欧風のロマンティシズムがその特徴とされる。歌集後半には、白秋自身の恋愛事件の反映がみとめられる。しばしば引用される歌に次のようなものがある。
- 春の鳥な鳴きそ鳴きそあかあかと外（と）の面（も）の草に日の入る夕
- 草わかば色鉛筆の赤き粉のちるがいとしく寝（ね）て削るなり
- 君かへす朝の舗石さくさくと雪よ林檎の香のごとくふれ